# Ruvo del Monte
Ruvo del Monte (Rùve in dialetto lucano) è un comune italiano di 961 abitanti della provincia di Potenza in Basilicata.

## Geografia fisica
Il centro abitato è situato a 638 m s.l.m., nel settore nord-occidentale della Basilicata, ai confini con l'Irpinia. Il territorio comunale è ubicato nell'area del Vulture-Melfese, dominata dal profilo del massiccio del monte Vulture (1326 m s.l.m.).

## Origini del nome
L'origine del nome è stata discussa da due studiosi del posto: l'arciprete Giuseppe Ciampa per il quale:
Nei secoli posteriori si trasformò in Rubis Montaneae, così infatti, la chiama una vecchia cartapecora conservata nell'Archivio Parrocchiale. [...]
Verso la metà del Seicento e per circa due secoli è chiamata Ruvo della Montagna; più recentemente ha preso il nome di Ruvo del Monte, anche perché possa distinguersi da Ruvo di Puglia.»
(Giuseppe Ciampa, Ruvo del Monte - Notizie storiche, pag. 15)
e Michele Di Napoli che così scrive:
Comunque, almeno fino alla prima metà del Trecento, il nome medievale di Ruvo, sulla base di quello più antico di sicura origine protostorica e pregreca, oscillò sempre tra Castello Rubo, Casalis Sancti Thome de Rubo, Rubum e Castrum Rubri, con denominazioni che furono usate indifferentemente a seconda degli storici o dei cronisti del tempo e delle loro personali conoscenze sul luogo in interesse. Questo, ovviamente, volendo mettere da parte il Ruto o Ruico dei Bizantini, come si legge ancora in alcune carte antiche del periodo angioino. Ma il nome Rubo, che rimase sempre alla base di qualsiasi denominazione, ci documenta in maniera inequivocabile sull'antichità e sulla sicura continuità storica del sito.»
(Michele Di Napoli, Studi Storici su Ruvo Del Monte, pagg. 52-53 e 70-71)

## Storia

### Dalla Preistoria al Periodo romano
Dalla metà degli anni settanta, scavi archeologici hanno portato alla luce più di un centinaio di tombe con i relativi corredi funerari, risalenti al VII-V secolo a.C. Si pensa quindi che l'origine di un primitivo nucleo urbano possa risalire a quel periodo.
I ricchi corredi sono ora custoditi parte nel Museo Archeologico Nazionale del Melfese (presso il Castello federiciano di Melfi), parte nel Museo Civico Archeologico (aperto nel 2000, presso la sede comunale di Ruvo del Monte) che raccoglie i pezzi della collezione "Gugliotta".
Le campagne di scavo regolare durarono, con soluzione di continuità, dal 1978 sino al 1989 e furono condotte dal professor Angelo Bottini, poi divenuto sovrintendente di Roma.
Un resoconto dettagliato di quanto rinvenuto a Ruvo del Monte, con foto, descrizioni, disegni e planimetrie, è contenuto negli "Atti dell'Accademia Nazionale Dei Lincei - Notizie Degli Scavi Di Antichità" Serie Ottava - Volume XXXV - 1981 Pagg.183-288.
Prova della successiva presenza romana e cristiana nella zona è data dal ritrovamento di un cippo funerario che reca un'epigrafe latina: "Tito Flavio / secundo / v.a. XXXX / Romania / chypare / coniugi / B.M." (Come il cipero, così Romania [pose] al coniuge Tito Flavio, vissuto, ben meritando, quarant'anni)
Secondo il Cluverio il paese è citato nelle opere di due scrittori latini: in Virgilio e Silio Italico come Rufrae; infatti, nel settimo canto dell'Eneide (v. 739) tra i condottieri che portano aiuto a Turno, vi è un certo Ebalo che, insoddisfatto del piccolo regno concessogli dal padre, aveva conquistato altri popoli e territori: i Serrasti, la pianura del Sarno, Rufo, Batulo, Celenne e Abella:
(Virgilio, Eneide, VII, 736-740; trad.: Cesare Vivaldi)
Silio Italico (Punica, VIII, 572) cita il paese ("[...] et quos aut Rufrae [...]") quando elenca i popoli che si schierarono con Annibale durante la seconda guerra punica.
Oltre a questi due autori, anche Tito Livio riporta:
(Tito Livio, Ab Urbe condita libri, VIII, 25.)
Secondo il Racioppi, anche qui, Rufrium corrisponderebbe all'attuale Ruvo.

### Il Medioevo
La prima fonte che attesta l'esistenza del paese risale, però, al 1045 nel Codex Diplomaticus Cavensis (un insieme di testi degli anni tra l'VIII e l'XI secolo conservati nella Badia di Cava de' Tirreni). In un atto del codice, il paese è assunto come linea di confine nella divisione, operata da un cittadino di Melfi, di un certo territorio.
A causa della sua posizione, il paese permetteva il passaggio tra l'interno della Basilicata e la Campania, per cui Ruvo non scomparve mai del tutto.
Fu anche centro episcopale: lo pensa il Cluverio e a conferma di ciò vi è il fatto che su alcuni affreschi, custoditi nei Musei Vaticani, il paese compare con una croce al lato del nome (la croce distinguerebbe i paesi con sede episcopale dagli altri).
Fin dal 1161 Ruvo era sotto la giurisdizione del contado di Conza, retto prima dalle famiglie dei Balvano, dei Del Balzo e poi dai Gesualdo, fino alla seconda metà del Seicento.
A testimonianza del glorioso passato feudale permangono la torre angioina ed i resti delle mura del castello (nella tradizione orale il quartiere “Murati”, che congiunge la parte bassa del paese con quella alta -Cap Ruv-).
Nel corso della storia il feudo di Ruvo subì varie invasioni e devastazioni: memorabile e storicamente datate quelle da parte di Luigi d'Ungheria nel 1348 durante la guerra di successione al trono di Napoli e, inoltre, del condottiero Antonio Caldora, capitano di ventura al soldo di Renato d'Angiò, che bruciò il paese nel 1435 per avere sostenuto la causa aragonese.
Dopo esser passato più volte a diversi signori, il paese smise di essere feudo nel 1806 quando Giuseppe Bonaparte abolì il feudalesimo.

### Dall'Unità d'Italia ai giorni nostri
Il 10 agosto 1861, il paese fu invaso e saccheggiato da bande di briganti guidate da Crocco e Ninco Nanco. Nel Volume degli atti e processi di valore storico del 1783-1879 conservati nell'Archivio di Stato di Potenza si può leggere:
Con l'aiuto della popolazione, i briganti trucidarono 13 cittadini di Ruvo, tra liberali e ricchi possidenti, e diedero fuoco alle proprietà dei borghesi locali. Ma altrettanto cruenta fu la repressione operata dalle truppe dell'esercito regolare, una volta entrate in paese, per cercare di ristabilire l'ordine. Lo storico Tommaso Pedio narrò che un contingente di 1500 soldati comandati dal maggiore Guardi ordinò una feroce rappresaglia: il borgo fu rastrellato, alcuni civili vennero fucilati e le abitazioni date alle fiamme. Inoltre Guardi minacciò con la violenza alcuni notabili di provvedere al sostentamento delle truppe, il rifiuto veniva punito con l'arresto per manutengolismo e attentato allo Stato.
Come la maggior parte dei paesi del meridione anche Ruvo subì il fenomeno dell'emigrazione verso le Americhe o gli Stati europei e successivamente verso il Nord Italia: oggi Ruvo del Monte è il secondo Comune della Basilicata per tasso di emigrazione.
Tra i Ruvesi emigrati all'estero o in Italia molti si distinsero in vari campi del lavoro, della scienza, dell'arte e della cultura, alcuni addirittura personaggi molto famosi.
Ricordiamo qui il pittore ed artista Piero Tozzi, emigrato a New York, che ebbe il merito dell'attribuzione del "San Giovanni Perduto" al suo illustre autore, e cioè Michelangelo Buonarroti, o Salvatore Lombino, meglio noto con gli pseudonimi di Ed McBain o Evan Hunter, con cui ha firmato decine di capolavori della letteratura poliziesca (tra cui la celebre collana 87º Distretto, dalla quale è stata ricavata la popolare serie televisiva) e la sceneggiatura del film di Alfred Hitchcock Gli uccelli.
L'emigrazione a Ruvo del Monte ha anche assunto il colore della tragedia: ci riferiamo al naufragio dell'Andrea Doria, avvenuto nella notte tra il 25 e 26 luglio 1956 presso l'isola-faro di Nantucket, a poche ore dall'arrivo a New York.
Dei 46 periti nella tragedia ben 5 erano di Ruvo del Monte: l'intera famiglia Russo (Michele Russo, la moglie Maria Ciampa e le figlie Giovanna e Vincenza, di 12 ed 8 anni rispettivamente), che emigrava definitivamente in America, e Michelina Gabbamonte in Suozzi, che andava a visitare i parenti emigrati.
Ruvo del Monte è stato segnato in maniera rilevante dal disastroso terremoto del 23 novembre 1980, che ha reso inabitabile il 93% del patrimonio abitativo privato, pubblico e di culto: è, infatti, tra i 9 Comuni dichiarati disastrati in seguito all'evento.
Ad oggi la ricostruzione è a buon punto, anche se restano ancora alcuni segni del terribile sisma soprattutto nel patrimonio monumentale e storico.
Oggigiorno le poche prospettive di lavoro stabile sono costituite dagli stabilimenti di Vitalba e di san Nicola di Melfi, che hanno marginalmente rallentato il fenomeno emigratorio consentendo ad alcuni giovani di rimanere e di costituire nuovi nuclei familiari, consentendo anche il sorgere di attività commerciali e di servizi di supporto.
Di particolare rilievo la produzione di vino locale secondo i metodi tradizionali: la Verdeca e lo "Stringitùr".

### Simboli

Gonfalone di Ruvo del Monte.

## Monumenti e luoghi d'interesse

### Architetture religiose

#### Chiesa Madre o chiesa parrocchiale di Santa Maria Assunta
La sua origine risale intorno all'anno 1000, anche se cominciò ad essere utilizzata come chiesa madre solo intorno al XIV secolo. Il primo documento che riguarda questa chiesa è del 1519, quando l'allora vescovo di Muro Lucano concesse ad una famiglia locale lo jus patronatus di un altare.
Fu distrutta sicuramente dal terremoto del 1694 e fu successivamente ricostruita gli anni successivi. Prova ne è un'iscrizione posta sull'ingresso principale della chiesa e che così recita:
Nonostante fosse stata riedificata dopo il 1698, ancora nel 1729, monsignor Manfredi, dopo la sua visita pastorale, ordinava che si riparasse il tetto, si imbiancassero i muri e si facessero delle chiusure in pietra alle sepolture interne (era, infatti, abitudine seppellire i morti in botole ricavate sotto il pavimento).
L'iscrizione si riferisce anche alla successiva e radicale ristrutturazione fatta nel 1820 per volontà di padre Francesco Saverio Franza (appartenente alla congregazione del Santissimo Redentore, fondata da Sant'Alfonso Maria de Liguori) a causa dell'aumento del numero dei fedeli: fu quasi raddoppiata la capacità dell'edificio, aggiungendo tre arcate, ne furono rifatti il soffitto e la facciata. Sull'ingresso secondario della chiesa è posta un'iscrizione che ricorda tale lavoro:
Un nuovo restauro, però, fu necessario, dopo il terremoto del 1930, quando l'Ufficio del Genio civile fece chiudere l'edificio. L'allora sacerdote don Giuseppe Ciampa, nominato parroco il 16 luglio 1933, dovette affrontare i problemi di quei lavori. Nel suo libro, infatti, così, scriveva:
(Giuseppe Ciampa. Ruvo del Monte - Notizie storiche, pag. 165.)
Anche attraverso l'aiuto economico di molti emigrati ruvesi negli Stati Uniti, si poterono cominciare i lavori. Prima si demolì il tetto, si restaurò il campanile, si rifece il soffitto dotandolo di 175 cassettoni ottagonali in gesso rifiniti con ricca decorazione di cornici ed intagli; si rialzò il piano del presbiterio di tre gradini e lo si separò dal resto della chiesa tramite una balaustra di legno e ferro; furono demoliti alcuni altari, per far posto ad un fonte battesimale ricavato da un unico pezzo in pietra, ad un'acquasantiera e a due arcate sotto cui furono sistemati due confessionali.
L'abside venne adornato da una serie di colonnine a tortiglione in legno dorato con al centro un crocifisso in gesso circondato da quattro medaglioni che riportavano i simboli degli evangelisti.
Sotto l'altare maggiore furono poste le reliquie di San Donato martire, donate dal papa Pio VI. Il corpo del Santo Protettore, posto in un'urna, giunse a Ruvo dalle catacombe romane la seconda domenica dell'agosto 1783 grazie all'interessamento di padre Francesco Antonio De Paola, nativo di Ruvo e cugino del venerabile Domenico Blasucci, provinciale redentorista per lo Stato Pontificio. I lavori si protrassero per tre anni dal 1935. Il 4 settembre 1938 la Chiesa Madre fu benedetta da monsignor Augusto Bertazzoni vescovo di Potenza-Muro-Marsico.
La chiesa fu nuovamente danneggiata dal terremoto del 23 novembre 1980. La stabilità dell'edificio fu compromessa dai crolli della muratura e di parte del timpano della facciata principale, dallo schiacciamento alla base dei pilastri del presbiterio nonché dalle numerose lesioni delle arcate delle navate. Il muro posteriore, nei pressi dell'abside, crollò, creando così un ampio squarcio sulla parete esterna della chiesa stessa.
Durante i lavori di consolidamento e restauro della chiesa furono eliminati alcuni elementi decorativi non idonei alla costruzione.
Vennero rimossi il pulpito, che era addossato ad una parete, modellato in gesso su legno, già rovinato dal tempo e mal ridotto dal terremoto, la balaustra, sui gradini del presbiterio, le colonne a tortiglione e il crocifisso dall'abside. La chiesa ha comunque conservato il soffitto a cassettoni, il battistero e i due portoni in legno.
I lavori, iniziati subito dopo il sisma, anche a causa di lunghi periodi di sospensione per mancanza di finanziamenti durarono diciassette anni. La chiesa venne riaperta al culto il 14 agosto 1997 da mons. Vincenzo Cozzi vescovo di Melfi-Rapolla-Venosa.

#### Chiese minori
- Chiesa dell’Annunziata.
- Chiesa e Convento di Sant’Antonio, già Monastero di San Tommaso del Piano di Ruvo.
- Chiesa di San Giuseppe.
- Chiesa dell’Incoronata.
- Chiesa di San Rocco.
- Chiesa di Sant’Anna, antica protettrice del paese.
- Chiesa del Calvario.
- Chiesa rurale di San Tommaso del Goleto.
- Cappella rurale del Calvario.

#### Chiese scomparse
- Chiesa di San Carlo.
- Chiesa di San Leonardo.
- Chiesa di Santa Maria della Neve.
- Chiesa di San Guglielmo.
- Chiesa di Santa Caterina.
- Chiesa di Sant’Antonio di Vienna.
- Chiesa di Sant’Andrea.
- Chiesa di San Michele Arcangelo.
- Chiesa degli Angeli Custodi.
- Chiesa di Santa Maria degli Angeli.
- Chiesa di San Tommaso, distinta da quella di San Tommaso del Goleto, in contrada Cerrutolo, e da San Tommaso del Piano, annessa al convento dei frati minori.

### Architetture civili

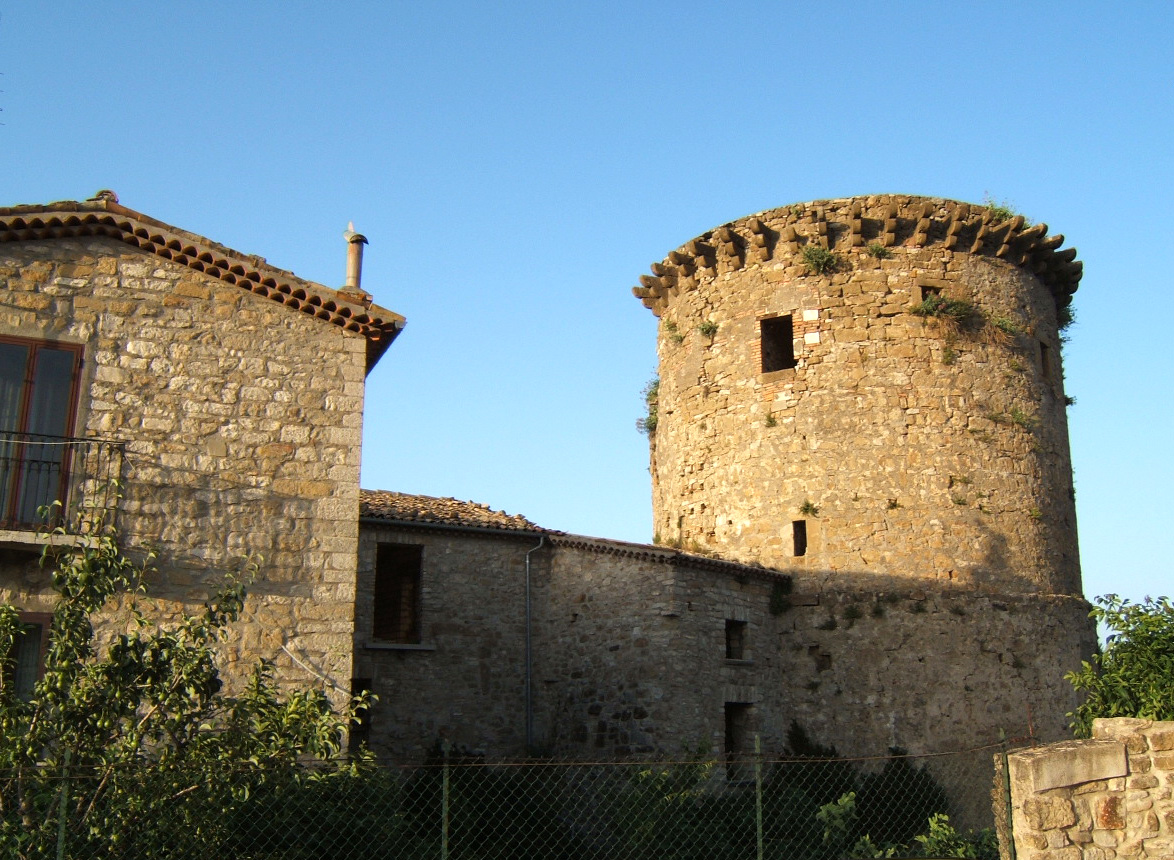
Castello di Ruvo del Monte

- Castello e Torre angioina.
- Palazzo Cudone.

### Aree naturali
Bosco comunale di Bucito: è caratterizzato prevalentemente da querce, faggi, castagneti ed abetaie, è ricco di corsi d'acqua ed è l'habitat naturale di lupi, volpi, lepri, ricci, istrici, talpe e cinghiali. 
Nel bosco si trova il cosiddetto "Casone Bucito", ca 600 m s.l.m..

## Società

### Evoluzione demografica
Abitanti censiti

### Etnie e minoranze straniere
Al 31 dicembre 2018 risultano residenti sul territorio comunale 50 cittadini stranieri. Le comunità più rappresentate sono:
- Romania, 26
- Bulgaria, 11

### Lingue e dialetti
Accanto alla lingua italiana, nel territorio di Ruvo del Monte è in uso una varietà del dialetto lucano, con cadenze simili al dialetto irpino.

### Religione
La maggioranza della popolazione è di religione cristiana di rito cattolico appartenenti alla Diocesi di Melfi-Rapolla-Venosa.
Ruvo del Monte è stato anche sede episcopale, come attestano le illustrazioni cartografiche della “Lvcania” e della “Campania” affrescate sulle pareti della Galleria delle Carte Geografiche nei Musei Vaticani.

## Cultura

### Istruzione

#### Biblioteche
- Biblioteca Comunale in viale della Repubblica, n. 1 - 2º piano.

#### Scuole
A Ruvo del Monte sono presenti una scuola dell'infanzia, una scuola primaria ed una scuola secondaria di primo grado. Hanno sede presso l'edificio scolastico "Andrea Belli", sito in via Dante Alighieri.

#### Musei
- Museo Civico Archeologico "Michele Di Napoli", situato nella Casa Comunale in viale della Repubblica, n. 1 – 2º piano.
- Museo Parrocchiale d’Arte Sacra, della Civiltà Contadina e della Memoria Ruvese, situato nell’ex Casa “Don Antonio Patrissi” in via Francesco Crispi, n. 74 – Piano terra.
- Multisala della Memoria Ruvese, situata nell’Edificio Scolastico “Andrea Belli” in via Dante Alighieri – 1º piano.

### Media
Periodici
- Notiziario Ruvese - Bimestrale indipendente del Comune di Ruvo del Monte di vita amministrativa e cittadina.

## Infrastrutture e trasporti

### Strade
Le principali direttrici stradali che interessano Ruvo del Monte sono:
- Strada provinciale 219 Vitalba-Ofantina, che collega la SS 401dir e la SS 658.
- Strada statale 401 dell'Alto Ofanto e del Vulture.
- Strada provinciale 2 Campana.

### Mobilità urbana
Le principali linee sono:
- Ruvo del Monte - San Fele - Potenza
- Rapone - Ruvo del Monte – San Fele - Rionero in Vulture - Melfi
- San Fele - Ruvo del Monte - Rapone - Napoli

### Ferrovie
La località era servita dalla stazione di Rapone-Ruvo del Monte-San Fele, posta sulla linea Avellino-Rocchetta Sant'Antonio, sospesa al servizio viaggiatori dal 12 dicembre 2010. Dal 2016, la linea è percorsa solo da treni storici della Fondazione FS previsti in apposita calendarizzazione.
Era inoltre presente la stazione di San Tommaso del Piano, piccola fermata a servizio dell'omonima località.

## Sport

### Automobilismo
Dal 1980 il territorio di Ruvo del Monte è stato interessato dalla Gara Automobilistica che, nata come Rally del Vulture, prendeva il via dalla vicina Melfi.
Nel territorio di Ruvo del Monte sono state ricavate diverse ed importanti Prove Speciali su terra che nel 1994 hanno costituito l'ossatura della Finale Europea del Trofeo FIAT Cinquecento Rally organizzato con il determinante sostegno dello Stabilimento FIAT SATA di Melfi.
Dal 1995 la Prova Speciale più caratteristica e selettiva della Gara "Rally Puglia & Lucania", che partiva dalla SS 401 Ofantina e attraversata la Valle della Fiumara di Atella, dopo aver condiviso alcuni tratturi dei Territori dei comuni di Atella e Rionero in Vulture, terminava a Ruvo del Monte in prossimità del Rifugio Casone Bucito; la sua ultima Edizione (la 32^) è stata organizzata il 18 maggio 2014 ed ha costituito il più importante appuntamento sportivo della Basilicata avendo avuto validità per i Campionati Italiani "Trofeo Rally Terra" e "Cross Country Rally" ed il Campionato F.I.A. Central European Zone di quest'ultima specialità, riconducibile al modello DAKAR.

### Calcio
La principale squadra di calcio della città era l'A.S.D. Ruvo 1991 che ha militato anche nel girone A lucano di Prima Categoria.
È nata nel 1991 ed è fallita nel 2013 quando il titolo sportivo è stato consegnato al Commissario Prefettizio.
Nel 2018 è nata la A.S.D. RUFRIA 2018, che milita nel campionato di calcio a 5 serie D Regionale.

### Impianti sportivi
- Campo da calcio comunale;
- Campo da calcetto comunale in erba sintetica;
- Campo da tennis comunale;
- Campo di pallavolo comunale;
- Bocciodromo coperto comunale.